# Barvíř na penzi
Barvíř na penzi (anglicky The Adventure of the Retired Colourman) je detektivní povídka britského spisovatele Sira Arthura Conana Doyla, která byla prvně publikována 18. prosince roku 1926 v časopisu Liberty. Spolu s 11 dalšími povídkami je součástí sbírky Z archívu Sherlocka Holmese (anglicky The Case-Book of Sherlock Holmes).
Starší barvíř na penzi Josiah Amberley z Lewishamu vyhledá pomoc Holmese a Watsona. Amberley se před dvěma lety oženil s mladší ženou, která mu však nyní pravděpodobně utekla s jeho přítelem Dr. Rayem Ernestem. Milenci Amberleymu navíc odcizili celoživotní úspory – sedm tisíc liber v hotovosti a cenné papíry. Vyšetřování přinese nečekaný zvrat.
Pro BBC byla povídka adaptována v roce 1964 s Carletonem Hobbsem v roli Sherlocka Holmese. Roku 1994 BBC nahrálo novou rozhlasovou verzi s Clivem Merrisonem v roli Holmese a Michaelem Williamsem v roli doktora Watsona. Pro Český rozhlas povídku namluvili Jiří Tomek, Jaroslav Kuneš a Maxmilian Hornyš v režii Zdeňka Kozáka. Povídka byla zfilmována v seriálu Sherlock Holmes ze 60. let 20. století s Douglasem Wilmerem v hlavní roli. V novějším seriálu s Jeremy Brettem v hlavní roli povídka adaptována nebyla.